# 日照号导弹护卫舰
“日照”号导弹护卫舰（舷号598）简称“日照”舰，是中国人民解放军海军第二十六艘054A型导弹护卫舰，可以单独或者协同海军其他兵力攻击敌水面舰艇及潜艇，具有较强的远程警戒和防空作战能力。日照舰由黄埔文冲造船厂建造，2017年4月1日下水，2018年1月12日入列，服役于北部战区海军驱逐舰第十支队。日照舰舰名取自山东省日照市，其入列命名授旗仪式于2018年1月12日在辽宁省大连市某军港举行。

## 活动
2019年2月15日下午7点左右，日本防卫省统合幕僚监部发布消息称，日本海上自卫队第三导弹艇队所属白鹰号导弹艇和泽雾号驱逐舰在福江岛西北约100km海域发现了正在向东北方向航行的三艘中国舰艇，分别是乌鲁木齐号导弹驱逐舰临沂号导弹护卫舰和日照号导弹护卫舰。